# أمفلود كبدوس
أُمْفَلُود كَبَّدُوس عشبة معمرة أبيدة من النباتات المزهرة في فصيلة الحمحمية ، موطن الغابات في تركيا. تعلو نحو 30 سم. سوقها زباء أوراقها قلبية الشكل جميلة الخضار. إزهارها ربيعي وأزهارها إلى الزرقة السمانجونية.